# Efor

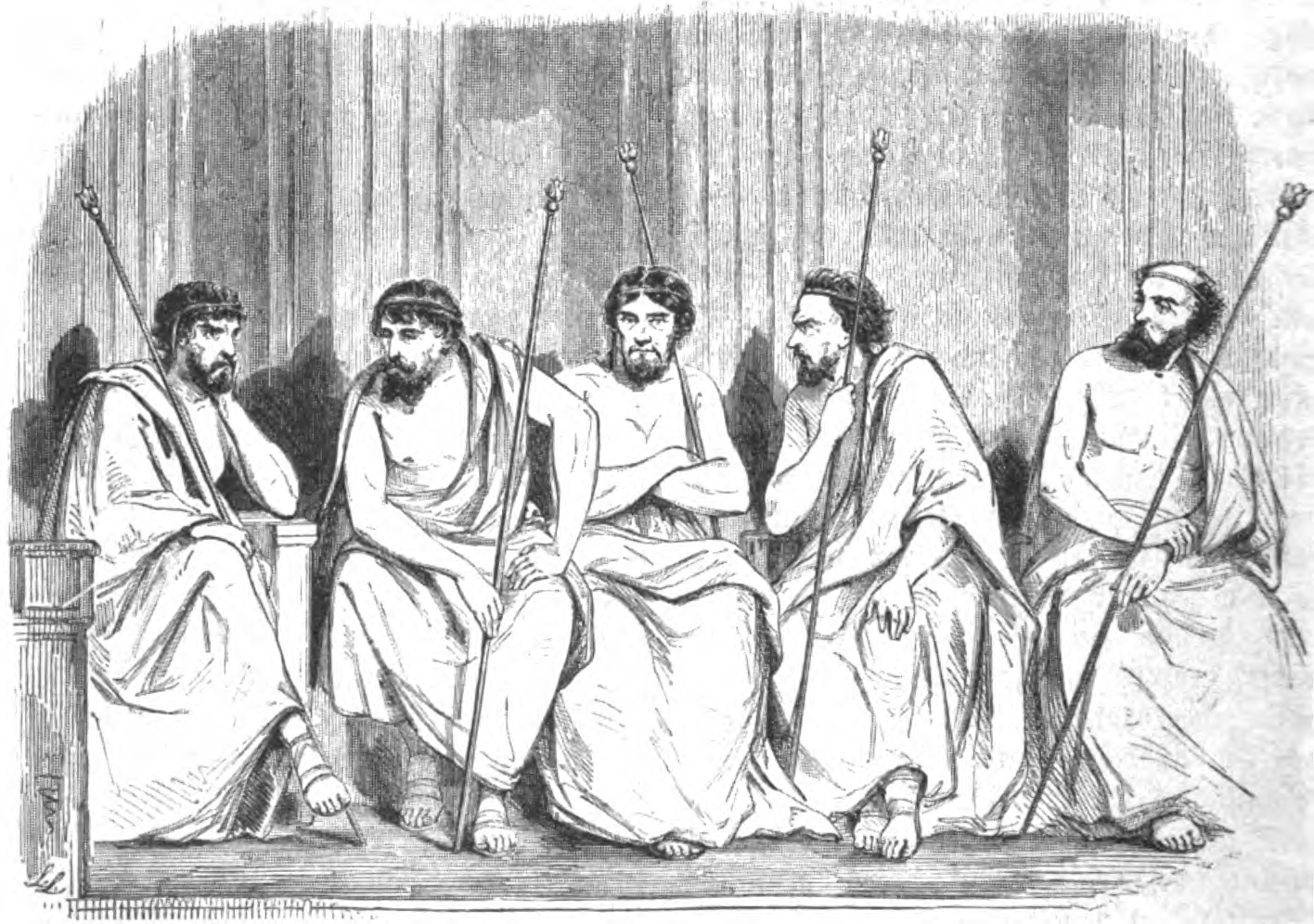
Rysunek przedstawiających eforów z 1892 roku

Efor (stgr. ἔφορος éphoros – nadzorca) – jeden z pięciu najwyższych urzędników w spartańskiej polis, reprezentujących żywioł oligarchiczny w jej ustroju. Pochodzenie urzędu eforatu nie jest bliżej znane, choć przypuszcza się, że pięciu eforów powołano w końcu VII wieku p.n.e. Istnieje hipoteza, że pierwotnie reprezentowali oni pięć osad, z których składała się Sparta i służyli pomocą królowi. Milczy o nich Wielka Rhetra oraz poprawka do niej, Arystoteles wprowadzenie eforów przypisuje królowi Teopompowi, który, wedle Plutarcha miał być też jednym z pomysłodawców owej poprawki. Od VI w. p.n.e. byli wybierani przez obywateli spośród ich grona (sposób głosowania znacznie utrudniał rzeczywisty wybór). Prawdopodobnie w jakimś związku z wojnami meseńskimi w ich ręce przeszła władza administracyjna, kierowanie polityką zagraniczną oraz sądownictwo. Mieli prawo zwoływania zgromadzenia ludowego, tak zwanej apelli i to do nich należało interpretowanie wyników jej głosowania. Przewodzili także geruzji. Po objęciu urzędu wypowiadali wojnę helotom, aby zabijanie przez krypteję było „legalne''. Urząd swój piastowali przez jeden rok. Po zakończeniu kadencji, ze swojej działalności składali sprawozdanie i w razie nadużyć mogli zostać pociągnięci do odpowiedzialności.
Kleomenes III zniósł eforat, ogłaszając, że jest on instytucją nie opartą na tradycji Likurga.